# Rimini

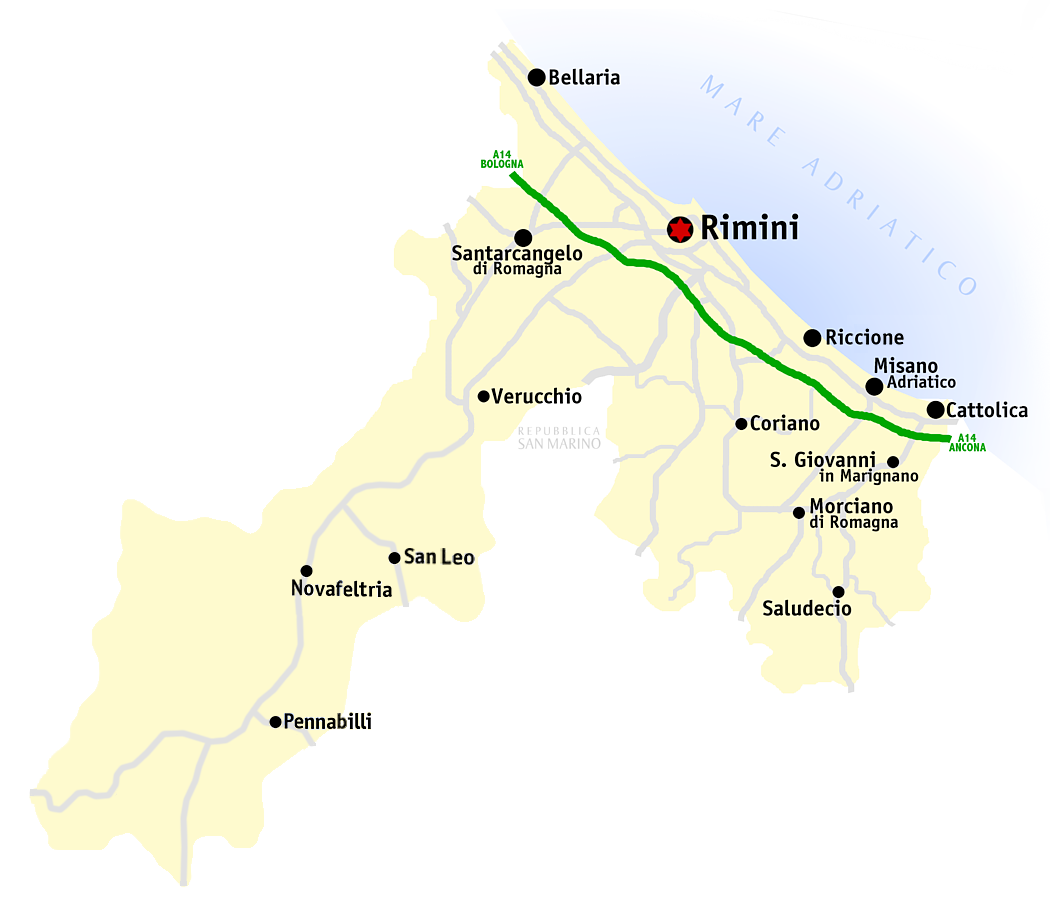
Położenie na mapie prowincji Rimini

Riminiⓘ (wym. [ˈrimini], pol. uproszczona: rimini; łac. Ariminum; emil. Rémin) – miasto i gmina we Włoszech, w regionie Emilia-Romania, w prowincji Rimini, nad Morzem Adriatyckim. Jest to jedno z najpopularniejszych miast turystyczno-wypoczynkowych nad północnym Adriatykiem. Niedaleko od Rimini leży San Marino.

## Demografia
Według danych na styczeń 2012 roku, gminę zamieszkiwało 144 545 osób a gęstość zaludnienia wynosiła 1 066,9 os./km².

## Historia
W 268 p.n.e. Rzymianie założyli osadę Ariminum. W 359 n.e. w Rimini odbył się synod wczesnochrześcijański. Od 538 roku miasto należało do Cesarstwa Bizantyńskiego. Od 1158 do 1334 było komuną miejską. Od XIII wieku stało się terenem walk gibelinów z gwelfami. W 1528 roku Rimini zostało włączone do Państwa Kościelnego, by w 1860 roku wejść w skład Królestwa Włoskiego.

## Zabytki
Największą atrakcją miasta jest stara dzielnica San Giuliano (wym. [ˈsan ʤuˈljano]), która jako jedyna zachowała swój dawny klimat i charakter zabudowy. W Rimini znajduje się, m.in. Muzeum Federico Felliniego oraz park rozrywki Fiabilandia, założony w 1965 roku. Natomiast kilka kilometrów na północ, w pobliżu Rawenny znajduje się Mirabilandia, największy tego typu park we Włoszech. W mieście znajdują się też:
- Most Tyberiusza (wł. Ponte di Tiberio)
- Łuk Augusta (wł. Arco d'Augusto)
- Tempio Malatestiano

## Transport
Rimini posiada 6 stacji kolejowych (Rimini, RiminiFiera, Rimini Miramare, Rimini Rivazzurra, Rimini Viserba and Rimini Torre Pedrera). 
Jest obsługiwane przez Międzynarodowy Port Lotniczy Rimini im. Federica Felliniego.

## Przemysł
W mieście ulokowana jest fabryka motocykli Bimota.

## Osoby związane z miastem
- Federico Fellini, włoski reżyser filmowy, urodził się w Rimini 20 stycznia 1920 roku; w 2003 w mieście zostało otwarte muzeum poświęcone osobie Felliniego i jego żony, aktorki Giulietty Masiny (przy via Clementini 2)[4],
- Delio Rossi, włoski trener piłkarski
- Matteo Brighi, włoski piłkarz
- Hugo Pratt, włoski twórca komiksowy

## Rimini w kulturze masowej
- Piosenkarz Ken Laszlo, jeden z najpopularniejszych wykonawców muzyki italo disco z lat 80. XX wieku, pod pseudonimem artystycznym "Ric Fellini", poświęcił temu miastu wypoczynkowemu jeden ze swoich bardziej znanych przebojów, "Welcome To Rimini".
- Tytuł jednej z piosenek francuskiego zespołu punk rock, Les Wampas, brzmi "Rimini". Teledysk nawiązuje do kolarza, Marco Pantaniego, który zmarł w tym mieście, a tekst utworu nie jest przychylny tej miejscowości.
- Jeden z zespołów wykonujących muzykę z gatunku eurodance, pochodzący z Austrii, nazywa się Rimini Project, a teledysk do jednej z piosenek jego autorstwa, pod tytułem "A Day In The Sun", został nagrany w tym mieście.

## Współpraca
Miejscowości partnerskie:
- Dżibuti, Dżibuti
- Fort Lauderdale, Stany Zjednoczone
- Linköping, Szwecja
- Playa del Carmen, Meksyk
- Saint-Maur-des-Fossés, Francja
- Seraing, Belgia
- Soczi, Rosja
- Yangzhou, Chińska Republika Ludowa
- Ziguinchor, Senegal

## Źródła danych
- Istituto Nazionale di Statistica
- Demografia prowincji Rimini. provincia.rimini.it. [zarchiwizowane z tego adresu (2013-10-29)].